# Cebrio sardous
Cebrio sardous là một loài bọ cánh cứng trong họ Cebrionidae. Loài này được Perris miêu tả khoa học năm 1869.